# Ainhoa Pagola Álvarez
Ainhoa Pagola Álvarez (Tolosa, Guipúscoa, 14 de novembre de 1984) era una ciclista basca que s'especialitzà en el ciclisme en pista. Es va proclamar diversos cops campiona d'Espanya. Professionalment és arquitecta tècnica.

## Palmarès
- 2002
  -  Campiona d'Espanya en 500 metres
- 2003
  -  Campiona d'Espanya en 500 metres
- 2004
  -  Campiona d'Espanya en 500 metres
- 2006
  -  Campiona d'Espanya en 500 metres
- 2009
  -  Campiona d'Espanya en Velocitat per equips (amb Ana Usabiaga)